# Hugh Judson Kilpatrick

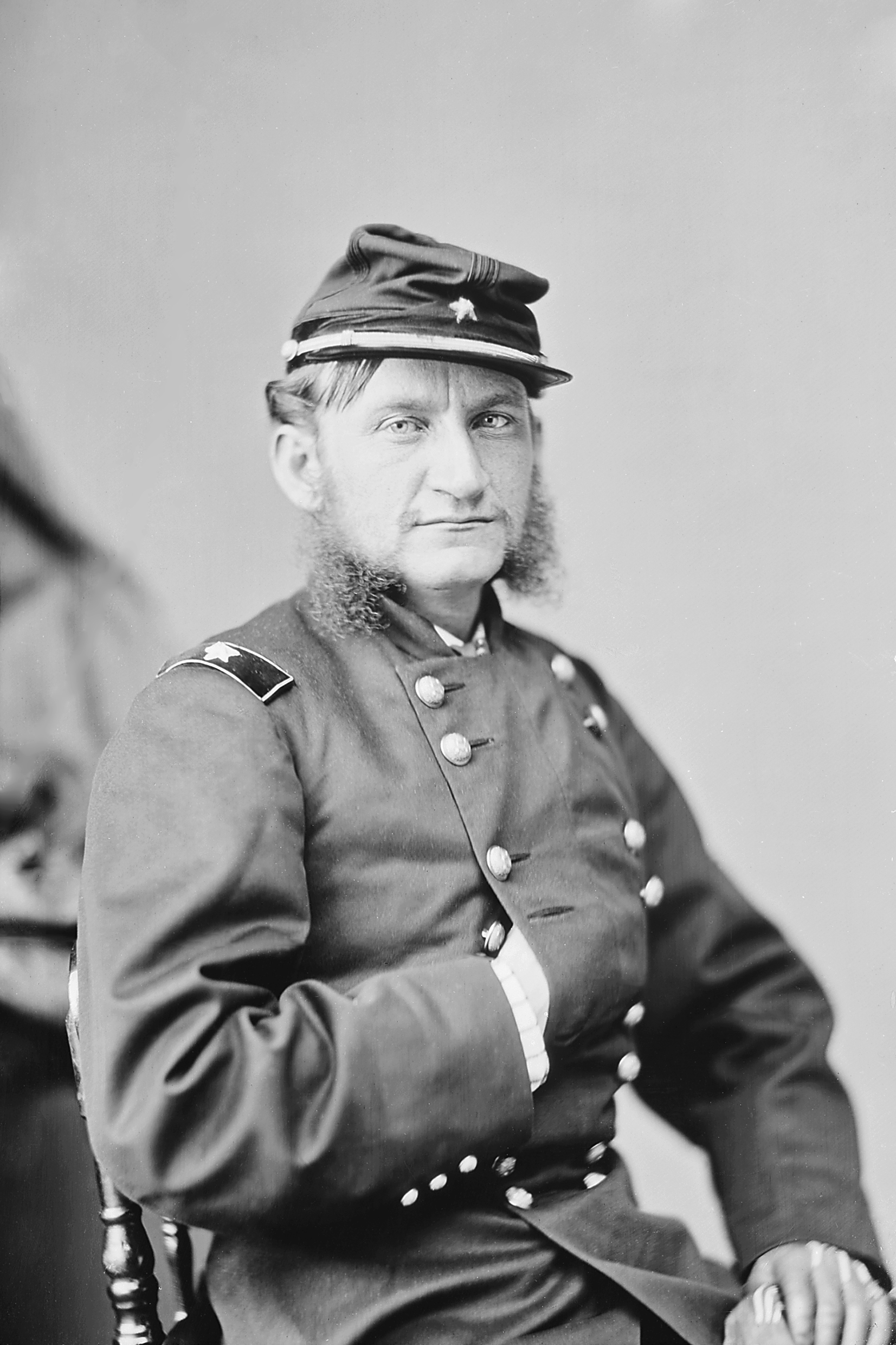
Hugh Judson Kilpatrick

Hugh Judson Kilpatrick (* 14. Januar 1836 bei Wantage Township, Sussex County, New Jersey; † 4. Dezember 1881 in Santiago de Chile) war General der United States Army im Sezessionskrieg und US-Diplomat und Politiker.

## Leben
Kilpatrick war das vierte Kind von Colonel Simon Kilpatrick und Julia Wickham; er wurde im Januar 1836 auf der Farm der Familie nahe Deckertown geboren. Im Alter von 20 Jahren wurde er zum Studium an die US-Militärakademie West Point berufen, das er 1861, kurz nach dem Beginn des Bürgerkrieges, als 17. von 45 seiner Klasse abschloss. Kilpatrick wurde am 6. Mai 1861 zum Leutnant beim 1. U.S.-Artillerieregiment befördert. Drei Tage später erfolgte die Beförderung zum Hauptmann der Freiwilligen im 5. New York-Infanterieregiment und am 14. Mai die Beförderung zum Oberleutnant des regulären Heeres. Im Gefecht bei Big Bethel am 10. Juni 1861 wurde Kilpatrick als erster US-Offizier des Krieges verwundet. Am 25. September wurde er zum Oberstleutnant der Freiwilligen im 2. New York-Kavallerieregiment befördert und am 29. Januar 1862 zu ebendiesem Dienstgrad des regulären Heeres. Im August 1862 unternahm er einen Angriff gegen die Virginia Central Railroad und kämpfte auch in der zweiten Schlacht am Bull Run. Im Dezember wurde Kilpatrick zum Oberst befördert, und bei der Schaffung des Kavalleriekorps der Potomac-Armee 1863 erhielt er eine Brigade, mit der im Mai während Stonemans Angriff bis kurz vor Richmond kam.
Kilpatrick kämpfte auch in der Schlacht bei Brandy Station, der größten Reiterschlacht des Krieges, wurde am 14. Juni 1863 zum Brigadegeneral der Freiwilligen befördert und erhielt kurz vor der Schlacht von Gettysburg ein Divisionskommando. Am dritten Tag der Schlacht erhielt er den Befehl, einen Kavallerieangriff gegen die rechte Flanke der Konföderation durchzuführen, gegen den der ihm unterstellte Brigadekommandeur Elon John Farnsworth vehement protestierte. Der Angriff wurde dennoch durchgeführt, und Farnsworth fiel. Kilpatrick verfolgte Robert Edward Lee auf dessen Ausweichen nach Virginia und führte im Herbst 1863 einen erfolgreichen Angriff auf zwei konföderierte Kanonenboote auf dem Rappahannock durch.
Im Frühjahr 1864 führte Kilpatrick zusammen mit Oberst Ulric Dahlgren einen Angriff auf Richmond durch, dessen Ziel es war, Kriegsgefangene aus dem Richmonder Libby-Gefängnis und von der Insel Belle Isle zu befreien. Der Angriff scheiterte und Dahlgren fiel. Nach diesem Fiasko verließ Kilpatrick, inzwischen für seinen Wagemut und seine unter hohen eigenen Verlusten erkaufte Erfolge als Kill Cavalry bekannt, die Potomac-Armee und übernahm eine Kavalleriedivision in der Cumberland-Armee. Mit diesem Kommando nahm Kilpatrick am Atlanta-Feldzug teil, bei dem er die konföderierten Nachschublinien erfolgreich angriff.
Nach dem Fall Atlantas diente Kilpatrick weiterhin unter Sherman auf dessen Marsch zum Meer und während des Carolina-Feldzuges. Er glänzte zwar durch Erfolge und schneidige Attacken (Schlacht bei Monroe’s Crossroads), ließ aber auch plündern und brandschatzen und hatte somit großen Anteil an dem schlechten Ruf, den sich Shermans Armee und damit Sherman selbst, in den Südstaaten erwarben. Mit Wirkung vom 12. Januar 1865 wurde er zum Brevet-Generalmajor der Freiwilligen befördert, am 19. Juni 1865 in den vollen Rang erhoben.
Nach dem Krieg wurde Kilpatrick zum Botschafter der Vereinigten Staaten in Chile ernannt. Nach drei Jahren wurde er 1868 zurückberufen und begann eine politische Karriere bei den Republikanern. Seine Kandidatur für den US-Kongress 1880 scheiterte; im März 1881 wurde er von Präsident James A. Garfield erneut zum Botschafter in Chile ernannt und erlag kurz nach seiner Ankunft in Santiago einem Nierenleiden.

## Weiteres
Bekannte Nachfahren sind Gloria Laura Vanderbilt und deren Sohn, der Fernsehjournalist Anderson Cooper.